# 9e conseil des ministres du Canada

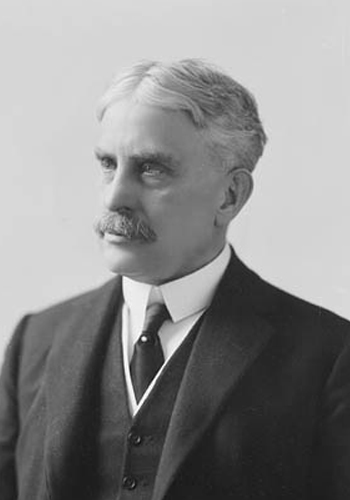
9e conseil des ministres du Canada

Le 9e conseil des ministres du Canada fut formé du cabinet durant le gouvernement de Robert Borden. Ce conseil fut en place du 10 octobre 1911 au 12 octobre 1917, soit durant la 12e législature. Ce gouvernement fut dirigé par la coalition formée entre l'ancien Parti conservateur du Canada et le Parti libéral-conservateur jusqu'à la démission du Sam Hughes qui fut le dernier ministre libéral-conservateur.

## Conseils des ministres et membre du cabinet
- Premier ministre du Canada

1. 1911-1917 Robert Laird Borden

- Secrétaire d'État pour les Affaires extérieures

1. 1912-1917 Robert Laird Borden

- Surintendant général des Affaires indiennes

1. 1911-1912 Robert Rogers
2. 1912-1917 William James Roche

- Ministre de l'Agriculture

1. 1911-1911 Vacant
2. 1911-1917 Martin Burrell

- Ministre des Chemins de fer et Canaux

1. 1911-1917 Francis Cochrane

- Ministre du Commerce

1. 1911-1917 George Eulas Foster

- Président du Conseil privé

1. 1911-1917 Robert Laird Borden

- Ministre des Douanes

1. 1911-1917 John Dowsley Reid

- Ministre des Finances et Receveur général

1. 1911-1917 William Thomas White

- Ministre des Forces militaires outre-mer

1. 1916-1917 George Halsey Perley

- Ministre de l'Intérieur

1. 1911-1912 Robert Rogers
2. 1912-1917 William James Roche

- Ministre de la Justice et procureur général du Canada

1. 1911-1917 Charles Joseph Doherty

- Ministre de la Marine et des Pêcheries

1. 1911-1917 John Douglas Hazen

- Ministre de la Milice et de la Défense

1. 1911-1916 Samuel Hughes
2. 1916-1916 Vacant
3. 1916-1917 Albert Edward Kemp

- Ministre des Mines

1. 1911-1912 Wilfrid Bruno Nantel
2. 1912-1912 Robert Rogers
3. 1912-1913 William James Roche
4. 1913-1915 Louis Coderre
5. 1915-1917 Pierre-Édouard Blondin
6. 1917-1917 Esioff-Léon Patenaude (Intérim)
7. 1917-1917 Arthur Meighen

- Ministre des Postes

1. 1911-1914 Louis-Philippe Pelletier
2. 1914-1916 Thomas Chase Casgrain
3. 1916-1917 Vacant
4. 1917-1917 Pierre-Édouard Blondin

- Ministre sans portefeuille

1. 1911-1916 George Halsey Perley
2. 1911-1916 Albert Edward Kemp
3. 1911-1917 James Alexander Lougheed (Sénateur)

- Ministre du Revenu intérieur

1. 1911-1914 Wilfrid Bruno Nantel
2. 1914-1915 Pierre-Édouard Blondin
3. 1915-1917 Esioff-Léon Patenaude
4. 1917-1917 Albert Sévigny

- Secrétaire d'État du Canada

1. 1911-1912 William James Roche
2. 1912-1915 Louis Coderre
3. 1915-1917 Pierre-Édouard Blondin
4. 1917-1917 Esioff-Léon Patenaude
5. 1917-1917 Albert Sévigny (Intérim)
6. 1917-1917 Arthur Meighen

- Ministre du service de la Marine

1. 1911-1917 John Douglas Hazen

- Solliciteur général du Canada

1. 1915-1917 Arthur Meighen
2. 1917-1917 Vacant
3. 1917-1917 Arthur Meighen (Intérim)

- Ministre du Travail

1. 1911-1917 Thomas Wilson Crothers

- Ministre des Travaux publics

1. 1911-1912 Frederick Debartzch Monk
2. 1912-1917 Robert Rogers
3. 1917-1917 Vacant
4. 1917-1917 Charles Colquhoun Ballantyne

## Non-membres du Cabinet
- Sous-secrétaire d'État parlementaire pour les Affaires extérieures

1. 1916-1916 Vacant
2. 1916-1917 Hugh Clark

- Secrétaire parlementaire de la Milice et de la Défense

1. 1916-1916 Vacant
2. 1916-1917 Fleming Blanchard McCurdy

- Solliciteur général du Canada

1. 1911-1913 Vacant
2. 1913-1917 Arthur Meighen
3. 1917-1917 Hugh Guthrie